# Transtornos linfoproliferativos
Transtornos linfoproliferativos ou Síndrome linfoproliferativa referem-se a várias condições em que os linfócitos se proliferam em quantidades excessivas. Essas células invadem a pele e um dos primeiros sintomas pode ser pele seca, escamosa com erupções e coceira. Os gânglios linfáticos e o baço podem inflamar e ser palpáveis. Podem causar anemia, hemorragias por falta de plaquetas (plaquetopenia) e imunodeficiência.

## Exemplos
- Linfoma folicular
- Leucemia linfocítica crônica
- Leucemia linfoblástica aguda
- Leucemia de células pilosas
- Linfoma de Hodgkin
- Linfoma não Hodgkin
- Mieloma múltiplo
- Macroglobulinemia
- Síndrome de Wiskott-Aldrich
- Hipereosinofilia linfoide
- Pitiríase liquenoide
- Transtorno linfoproliferativo pós-transplante
- Síndrome linfoproliferativa autoimune (ALPS ou SLPA)
- Pneumonia intersticial linfoide[1]

## Causas

### Síndrome linfoproliferativa associada ao cromossomo X
Uma mutação no cromossomo X está associada a síndrome linfoproliferativa de linfócitos T e natural killer.

### Transtorno linfoproliferativo autoimune
Algumas crianças com autoimunidade possuem uma mutação no gene que codifica o receptor Fas, que está localizado no braço longo do cromossomo 10 na posição 24.1 (10q24.1). Este gene é na regulação da morte celular programada dos linfócitos T que são repetidamente estimulados por antígenos. Essa mutação no gene que regula o receptor Fas proliferação descontrolada de linfócitos T (linfoma de células T).

### Outras causas hereditárias
Outras doenças que predispõem a síndromes linfoproliferativas são imunodeficiência comum variável (CVID), imunodeficiência combinada severa (SCID), Síndrome de Chediak-Higashi, Síndrome de Wiskott-Aldrich (recessiva ligada ao X) e ataxia telangiectasia. Apesar da ataxia telangiectasia ser uma doença autossômica recessiva, os portadores saudáveis do gene para esta doença também têm um risco aumentado de desenvolver uma síndrome linfoproliferativa.

### Causas adquiridas
Infecção viral é uma causa muito comum de perturbações linfoproliferativas. A infecção por HIV, Epstein-Barr ou HTLV estão associados a maior risco de transtornos linfoproliferativas (linfomas).

### Associada a transplantes e imunossupressão
Há muitas perturbações linfoproliferativas que estão associados com o transplante de órgãos e imunossupressão. Na maioria dos casos relatados, estes causam transtornos linfoproliferativos de linfócitos B; no entanto, algumas linfócitos T variações foram descritos. São normalmente causados pelo uso prolongado de imunossupressores como sirolimus, tacrolimus ou ciclosporina.